# تپه سالان مار
تپه سالان مار مربوط به دوره ساسانیان - دوران‌های تاریخی پس از اسلام است و در شهرستان تاکستان، روستای دربهان واقع شده و این اثر در تاریخ ۲۵ اسفند ۱۳۷۹ با شمارهٔ ثبت ۳۱۴۹ به‌عنوان یکی از آثار ملی ایران به ثبت رسیده است.